# Vale Park
Der Vale Park ist ein Fußballstadion in der englischen Stadt Burslem, Stoke-on-Trent. Es ist die Spielstätte des Fußballvereins Port Vale. Die Anlage wurde im Jahr 1950 eröffnet und bietet heute 19.052 Sitzplätze.

## Geschichte
Zur Eröffnung der am 24. August 1950 eingeweihten Sportstätte trafen Port Vale und der AFC Newport County aufeinander. Vor 30.042 Zuschauern gelang den Hausherren ein 1:0-Sieg über Newport County. Den größten Zuschauerandrang erlebte der Vale Park am 20. Februar 1960, als 49.768 Zuschauer zur Partie im FA Cup 1959/60 gegen Aston Villa anwesend waren. Der Besucherrekord im modernen Sitzplatzstadion wurde am 31. August 2013 mit 12.601 aufgestellt, als die Wolverhampton Wanderers (Football League One 2013/14) im Vale Park zu Gast war. Zwischen 2015 und 2018 besuchten 4.500 bis 5.000 Zuschauer die Heimspiele von Port Vale.
Die Sportstätte wurde zudem auch gelegentlich für Konzerte genutzt. So trat am 1. August 1981 Ozzy Osbourne im Vale Park auf.